# Toguetequim
Zairadim Toguetequim (em árabe: ظاهر الدين طغتكين; romaniz.: Zahir al-Din Tughtekin; m. 12 de fevereiro de 1128), chamado Dodequim por Guilherme de Tiro, foi um atabegue de Damasco de 1104 a 1128. Foi primeiro-tenente em Damasco de Tutuxe I, e então Ducaque, e é o fundador da dinastia dos búridas. Com exceção de um breve período em 1115, foi um ferrenho oponente dos francos.

## Vida
Toguetequim era tenente de Tutuxe I, sultão seljúcida da Síria, que morreu em 1095. Toguetequim então se aliou a Ducaque, filho mais novo do falecido, que foi reconhecido como emir de Damasco. Ducaque e seu irmão mais velho Raduano, emir de Alepo, odiavam-se e isso provocou várias guerras fratricidas. No rescaldo, outras disputas estão surgiram na Síria. O cádi de Jabala revoltou-se contra Jalal Almulque Ali ibne Maomé, cádi de Trípoli, que apelou a Ducaque, que enviou Toguetequim, mas o último não conseguiu tomar a cidade. Foi nesse contexto que os cristãos da Primeira Cruzada penetraram o Levante e sitiaram Antioquia em 21 de outubro de 1097. Iagui Siã, emir de Antioquia, brigou com Raduano, seu suserano, e pediu ajuda a Ducaque, que decidiu liderar um exército com Toguetequim e marchou sobre Antioquia. Em Albara, encontram um grande destacamento liderado por Boemundo da Tarento e Roberto II da Normandia que pretendia ajudar os sitiantes. A batalha travada em 31 de dezembro causou pesadas perdas para o exército damasceno em retirada. Iagui Siã então apelou a Raduano, e depois ao sultão seljúcida Berquiaruque, que instrui Querboga, emir de Moçul, a organizar um exército de socorro. Ducaque e Toguetequim e suas tropas juntaram-se a este exército no início de junho, mas as ambições de Querboga e a desconfiança dos emires sírios dividiram a força, que foi derrotado em 28 de junho de 1098.
Depois de passar vários meses em Antioquia, os cruzados partiram para Jerusalém. Preocupado com esse avanço, o cádi de Jabala vendeu sua cidade para Ducaque, que instala Taje Almoluque Buri, filho de Toguetequim, no comando da cidade. Mas este último tiranizou os habitantes que se revoltam e apelaram ao cádi de Trípoli e expulsam Buri (junho-agosto de 1101). Em 1103, Janá Adaulá, emir de Homs, foi assassinado por Raduano e os habitantes da cidade apelaram a Ducaque, que enviou Toguetequim para tomar posse da cidade. Ducaque morreu em junho de 1104 e Toguetequim proclamou como emir o filho mais novo do falecido, Tutuxe II. A fim de garantir uma longa regência, proclamou-se atabegue e casou-se com a mãe de Ducaque, viúva de Tutuxe I, para legitimar sua posição. Na sequência, decidiu depor Tutuxe e instalar Irtaxe, irmão mais novo de Ducaque. Pouco depois, mudou de ideia e reinstalou Tutuxe II, enquanto Irtaxe se refugiou primeiro em Balbeque e e depois Raeba. Apoiado por Aitequim, saíbe de Bostra, Irtaxe tentou retomar o trono, mas Tuguetequim fechou os portões da cidade e ele se refugiou na corte do rei Balduíno I de Jerusalém, que lhe prometeu seu apoio, mas não pôde fazê-lo porque o reino estava sob ameaça das invasões combinadas do Califado Fatímida do Egito e de Toguetequim.
Por volta de 1106, perseguiu os francos que sitiavam Trípoli, tornando possível afrouxar o controle que cercava a cidade, mas não impediu a captura dela. Após a captura da cidade, Toguetequim acolheu Facre Almulque ibne Amar e lhe deu um feudo. Na Galileia, emboscou e capturou Gervásio de Bazoches, senhor de Tiberíades, por volta de 11 de maio de 1108. Ofereceu liberdade a Gervásio em troca das cidades de Tiberíades, Acre e Caifa, mas Gervásio se recusou e foi executado. Em abril de 1110, sitiou e capturou Balbeque, onde nomeou seu filho Buri como governador. No final de novembro de 1111, a cidade de Tiro, sitiada por Balduíno I, colocou-se sob a proteção de Toguetequim que interveio, ajudado pelos fatímidas, e forçou os francos a suspender o cerco em 10 de abril de 1112. Mas ele se recusou a participar da contracruzada de Maudade, emir de Moçul, temendo que este último aproveitasse da situação para dominar a Síria.
Por outro lado, aliou-se a este último em 1113, na sequência de incursões organizadas por Balduíno I e Tancredo da Galileia. O exército sitiou Tiberíades, mas não pôde tomar a cidade e recuou para Damasco diante da chegada de reforços dos cruzados. Maudade então ficou em Damasco, onde foi assassinado no meio da mesquita por dois nizaritas em 2 de outubro. A opinião pública acusou Toguetequim de ser o instigador do crime. Em 1114, se aproximou do novo emir Alparslano Alacras de Alepo e concluiu uma aliança contra os francos, mas este foi assassinado pouco depois.
Em 1115, foi Aque Suncur Bursuqui que foi enviado pelo sultão seljúcida para lutar contra os francos, mas Toguetequim, mais uma vez temendo que aproveitaria a oportunidade para dominar a Síria, preferiu aliar-se ao Reino de Jerusalém contra Bursuqui, como muitos outros emires da Síria. Mas em 1116, julgando os francos muito fortes, Toguetequim foi a Baguedade para obter o perdão do sultão e jogou as duas forças uma contra a outra para manter sua independência.
Aliado a Ilgazi, atabegue de Alepo, atacou e sitiou Atarebe, no Principado de Antioquia, mas foi derrotado em Danite em 14 de agosto de 1119. Em junho de 1120, partiu para resgatar Ilgazi que estava seriamente ameaçado pelos francos, ainda em Danite. Em 1122, os fatímidas do Egito, incapazes de defender a cidade de Tiro, cederam-na a Toguetequim, que ali montou uma guarnição, mas que não conseguiu impedir a captura da cidade pelos francos em 7 de julho de 1124. Em 1125, Bursuqui, emir de Moçul e agora de Alepo, voltou à chefia de outro exército ao qual Toguetequim se juntou, mas a coalizão muçulmana foi esmagada em Azaz em 13 de junho. Em 25 de janeiro de 1126, repeliu uma invasão do rei Balduíno II de Jerusalém. No final do ano, invadiu o Principado de Antioquia com Bursuqui, mas sem sucesso. Doente, morreu em 12 de fevereiro de 1128.